# Herbertus juniperoideus
Herbertus juniperoideus är en bladmossart som först beskrevs av Olof Swartz, och fick sitt nu gällande namn av Riclef Grolle. Herbertus juniperoideus ingår i släktet Herbertus och familjen Herbertaceae.

## Underarter
Arten delas in i följande underarter:
- H. j. acanthelius
- H. j. bivittatus
- H. j. juniperoideus
- H. j. pensilis